# Кингисеппское викариатство
Кингисе́ппское викариа́тство (Ямбургское викариатство) — викариатство Ленинградской епархии Русской православной церкви.

## История
14 октября 1897 года при митрополите Санкт-Петербургском и Ладожском Палладии (Раеве) был утверждён синодальный доклад «О восстановлении в Санкт-Петербургской епархии кафедры 3-го викария с присвоением ему именования епископа Ямбургского». В 1899−1918 годах епископы Ямбургские состояли ректорами Санкт-Петербургской (Петроградской) духовной академии и жили в ректорском флигеле академии.
С переименованием города Ямбурга в Кингисепп в 1922 году викариатство также меняет название.

## Епископы
Ямбургское викариатство Санкт-Петербургской (затем Петроградской) епархии
- Вениамин (Муратовский) (26 октября 1897 — 3 декабря 1898)
- Борис (Плотников) (9 мая 1899 — 20 января 1901)
- Сергий (Страгородский) (25 февраля 1901 — 6 октября 1905)
- Сергий (Тихомиров) (6 ноября 1905 — 21 марта 1908)
- Феофан (Быстров) (22 февраля 1909 — 19 ноября 1910)
- Георгий (Ярошевский) (19 ноября 1910 — 13 мая 1913)
- Анастасий (Александров) (30 мая 1913 — 23 июня 1918)
- Алексий (Симанский) (21 февраля 1921 — 24 июня 1922)

Кингисеппское викариатство Петроградской (затем Ленинградской) епархии
- Гавриил (Воеводин) (1924 — декабрь 1927)
- Сергий (Зинкевич) (30 декабря 1927 — 3 августа 1928)